# District de Tiedong (Anshan)
Pour les articles homonymes, voir Tiedong.
Le district de Tiedong (铁东区 ; pinyin : Tiědōng Qū) est une subdivision administrative de la province du Liaoning en Chine. Il est placé sous la juridiction de la ville-préfecture d'Anshan dont il couvre la partie est.